# Жидилов, Евгений Иванович
Евгений Иванович Жидилов (31 января 1899 или 1899, Спасское — 16 ноября 1977 или 1977, Москва) — советский военачальник, генерал-лейтенант, участник Гражданской войны в России и Великой Отечественной войны. Участник обороны Севастополя в 1941—1942 годах, участник Советско-японской войны. Начальник тыла Военно-морского флота СССР (1956).

## Биография
Родился 31 (18) января 1899 года в селе Спасском Линдовского района Горьковской области.
Окончил начальное училище. С ранних лет работал в крестьянском хозяйстве своих родителей. 2 марта 1918 году добровольно записался в ряды ЧОН. В 1918 году вступил в РСДРП(б). В 1919 году член Семеновского уездного комитета партии Нижегородской губернии. Он стал одним из создателей комсомольской организации в Семенове, а затем на уездной конференции комсомола был избран первым председателем Семеновского уездного комитета комсомола. Е. И. Жидилов вспоминал: «Солдатской красноармейской гимнастерки я не снимал. Защитного цвета брюки и гимнастерка да солдатские сапоги и фуражка были единственной моей одеждой».
Закончил Нижегородские пехотные курсы командного состава в 1919 году. Был направлен на Южный фронт. Воевал в северной Таврии, на Перекопе и Чонгарском перешейке В составе 23-й дивизии участвовал в разгроме Врангеля и освобождении Крыма. Затем служил в армейских частях и на Черноморском флоте. Закончил Высшие командные курсы «Выстрел», служил на командных должностях в армейских и флотских частях, учебных заведениях, штабах.
В 1928—1933 годах помощник коменданта Севастполя, в 1933—1938 помощник начальника Севастопольского военно-морского училища береговой обороны ВМС РККА имени ЛКСМУ по мобилизационному отделу, в 1939—1941 годах помощник начальника штаба Черноморского флота. Поступил в Военную академию имени М. В. Фрунзе.

### Великая Отечественная война
В академии его застала Великая Отечественная война. Направлен на Черноморский флот. Первым соединением морской пехоты на Черноморском флоте стала 7-я бригада морской пехоты созданная 12 августа 1941 года в Севастополе. Её командиром был назначен полковник Е. И. Жидилов. Она приняла участие в октябрьских боях на Ишуньских позициях (в районе Перекопа — перешейка, соединяющего Крымский полуостров с материком). В дальнейшем с 7 ноября 1941 года принимала участие в обороне главной базы.
После возвращения в Севастополь бригада немедленно была введена в бой в районе хутора Мекензия. После отражения 1-го штурма 4-й батальон и остатки 1-го батальона были отведены для переформирования и пополнения. 3-й батальон остался в распоряжении 3-го сектора.
Во время отражения 2-го штурма 7-я бригада и 2-й полк морской пехоты понесли тяжелые потери. 14 января 1942 года 2-й полк морской пехоты расформировывают и сливают в состав 7-й бригады, почти одновременно в 7-ю бригаду вливают остатки 8-й бригады 1-го формирования.
В ходе боев за Севастополь полковник Е. И. Жидилов получил три ранения.
В последнем рейсе в июне 1942 года на подлодке Л-23 из Севастополя эвакуировались руководящие работники горкома партии во главе с первым секретарем Б. А. Борисовым, контр-адмирал В. Г. Фадеев, капитан 1-го ранга А. Г. Васильев, командир 7-й бригады морской пехоты полковник Е. И. Жидилов, начальник политотдела Приморской армии бригадный комиссар Л. П. Бочаров.
Е. И. Жидилов участвовал в обороне Кавказа, освобождении Румынии, Болгарии.
С января 1945 года по сентябрь 1946 года он служил на Тихоокеанском флоте, принимал участие в боевых действиях против Японии, освобождении районов Китая, Кореи.

### После войны
Служил начальником тыла Черноморского флота, генерал-майор береговой службы. С мая 1956 года — начальник тыла Военно-Морского Флота СССР. В отставку вышел 10 июля 1961 года в звании генерал-лейтенанта.
В 1973 году Волго-Вятским книжным издательством была издана книга Е. И. Жидилова «Мы отстаивали Севастополь». Мемуарист рассказывает о людях 7-й бригады, раскрывает образы моряков-черноморцев, сражавшихся с врагом до последней капли крови.
Жил в городе Москва.
Умер 16 ноября 1977 года, похоронен на Кунцевском кладбище.

## Награды
- Орден Красного Знамени (03.04.1942)[5]
- Медаль «За оборону Севастополя» (1942)
- Орден Красного Знамени (23.10.1942)
- Медаль «За оборону Кавказа» (1944)
- Орден Нахимова II степени (22.07.1944)
- Орден Красного Знамени (03.11.1944)
- Орден Ленина (21.02.1945)
- Медаль «За победу над Германией в Великой Отечественной войне 1941—1945 гг.» (1945)
- Орден Красного Знамени (14.09.1945)
- Медаль «За победу над Японией» (1946)
- Орден Отечественной войны I степени (30.03.1946)
- Орден Красного Знамени (24.06.1948)

## Память

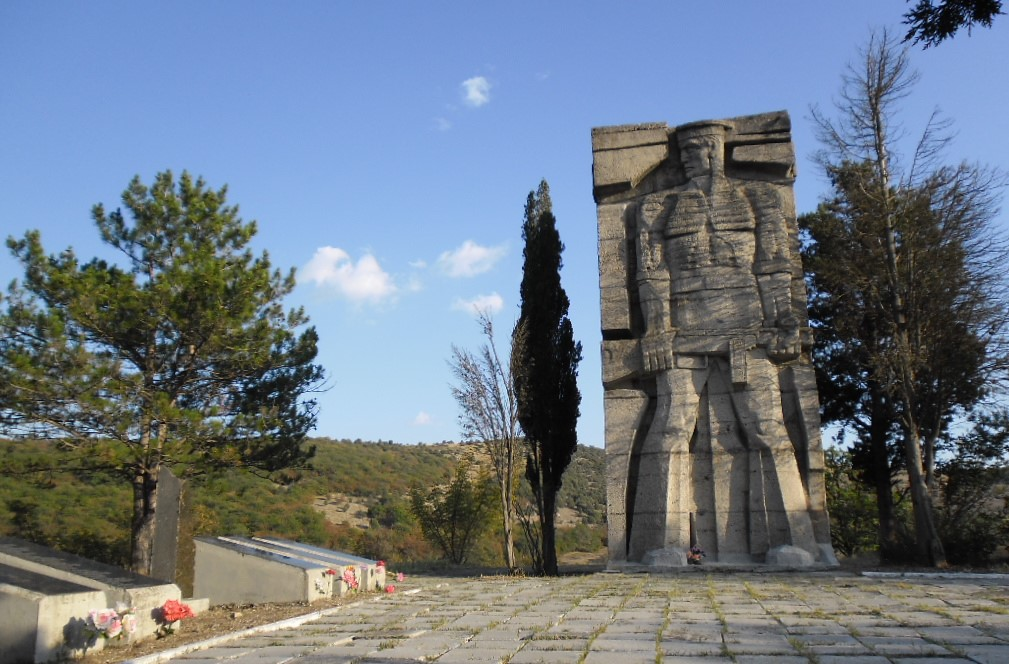
Братское захоронение воинов 7-й бригады морской пехоты

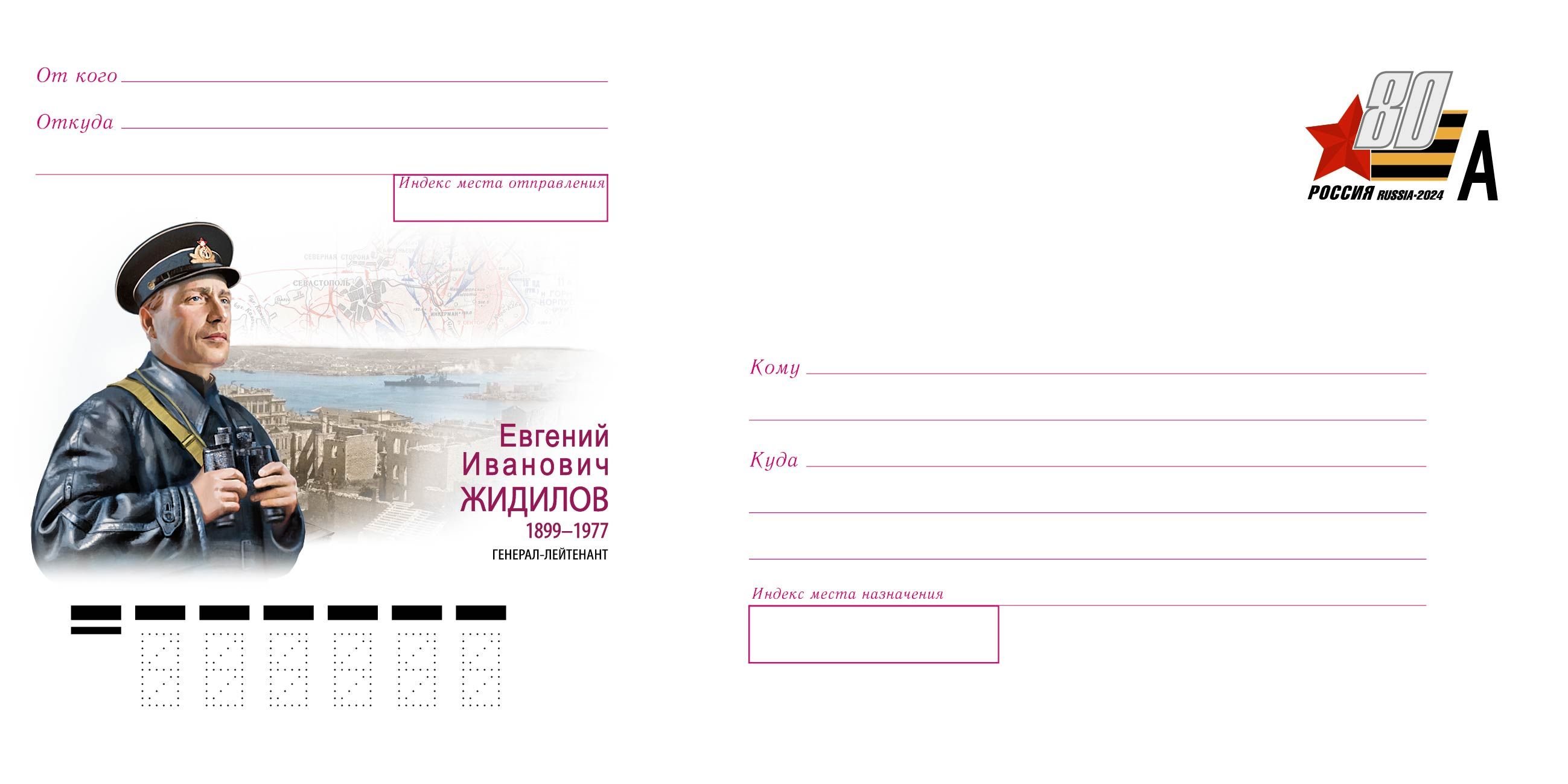
Конверт. Серия «К 80-летию Победы в Великой Отечественной войне 1941—1945 гг.». 125 лет со дня рождения Е. И. Жидилова (1899—1977), военачальника

В 1968 году на склоне высоты вблизи села Хмельницкое на братской могиле установлен памятник 7-й бригаде морской пехоты. Это две параллельные прямоугольные стелы: на передней — стилизованное рельефное изображение фигуры морского пехотинца с автоматом в руках, на второй — мемориальный текст и стихи, написанные бывшим командиром бригады Жидиловым:
Ушли вы в бессмертье, 
Чтоб песни звучали,
Чтоб город-герой
Горделиво стоял!
Чтоб дети смеялись
И внуки рождались,
И землю не жёг
Смертоносный металл.
Отважно сражалась
Морская пехота,
Чтоб матери больше
Не слепли от слёз.
И нет среди вас
Безымянных героев.
Вам званье дано —
Черноморский матрос!
Охраняется решением Севастопольского городского совета народных депутатов исполкома от 20.12.1975 № 856 «Об утверждении списков памятников истории и культуры города Севастополя по состоянию на 1 июля 1975 года». Со 2 сентября 2017 года в РФ  Объект культурного наследия народов РФ регионального значения. Рег. № 921711029090005 (ЕГРОКН)
В Севастопольской Морской библиотеки имени адмирала М. П. Лазарева хранится экземпляр книги с автографом: «Севастопольской Морской библиотеке от автора. Охотно предстану перед „судом“ читательской общественности. Меня утешает главным образом то, что персонажи моих воспоминаний — герои обороны Севастополя — являются неоспоримо положительными и они отражают характеры и черты всей основной массы участников знаменитой эпопеи. С уважением Е. Жидилов».
В советском художественном фильме «Море в огне», поставленный на киностудии «Мосфильм» в 1970 году режиссёром Леоном Сааковым роль полковника Е. И. Жидилова исполнил актёр Николай Ерёменко (старший).
В 1979 году часть улицы Абрикосовой в Нахимовском районе выделили в самостоятельную улицу, назвав её в честь Е. И. Жидилова, она образовала микрорайон. Его именем в 2019 году была названа школа № 50 в этом микрорайоне.
В посёлке «Первая Фабрика» в городском округе город Бор его именем названа улица.